# Šmartno ob Paki
Šmartno ob Paki – wieś w Słowenii, siedziba gminy Šmartno ob Paki. W 2018 roku liczyła 640 mieszkańców.